# PPS-43
Die PPS-43 (russisch 7,62-мм пистолет-пулемёт Судаева образца 1943 г., pistolet-pulemjot Sudajewa obrasza 1943 goda, Maschinenpistole Sudajew Modell 1943) ist eine sowjetische Maschinenpistole im Kaliber 7,62 × 25 mm TT. Die von Alexei Iwanowitsch Sudajew entwickelte Waffe war nur für Dauerfeuer eingerichtet. Sie verwendet die gleichen Flaschenhalspatronen wie die Tokarew-Pistole und die Maschinenpistolen PPD-40 und PPSch-41. Von 1943 bis zum Kriegsende wurden über 2.000.000 PPS-43 produziert.

## Konstruktion

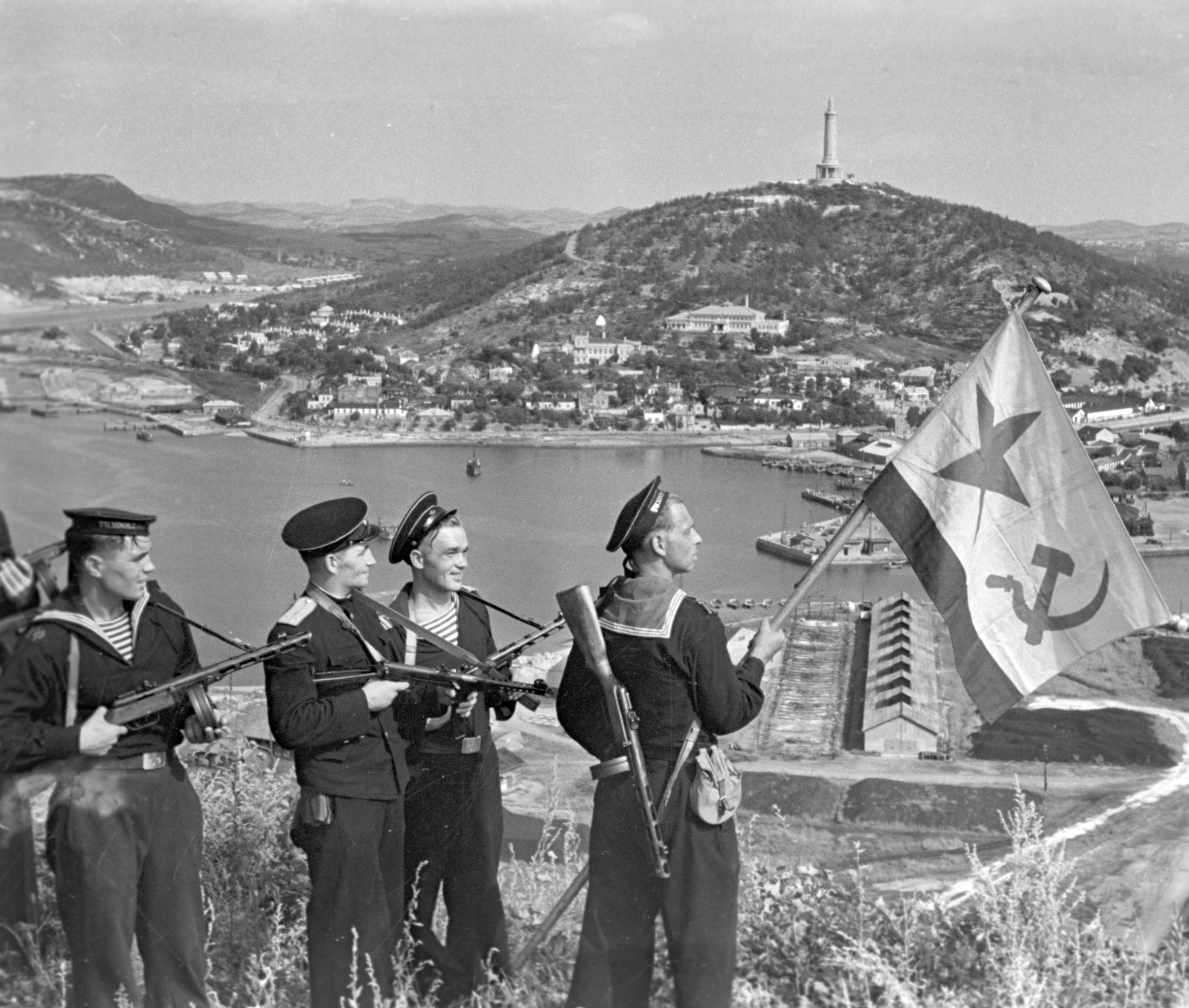
Sowjetische Marineinfanteristen während der Operation Auguststurm mit PPScha-41; der Offizier in der Bildmitte trägt eine PPS-43

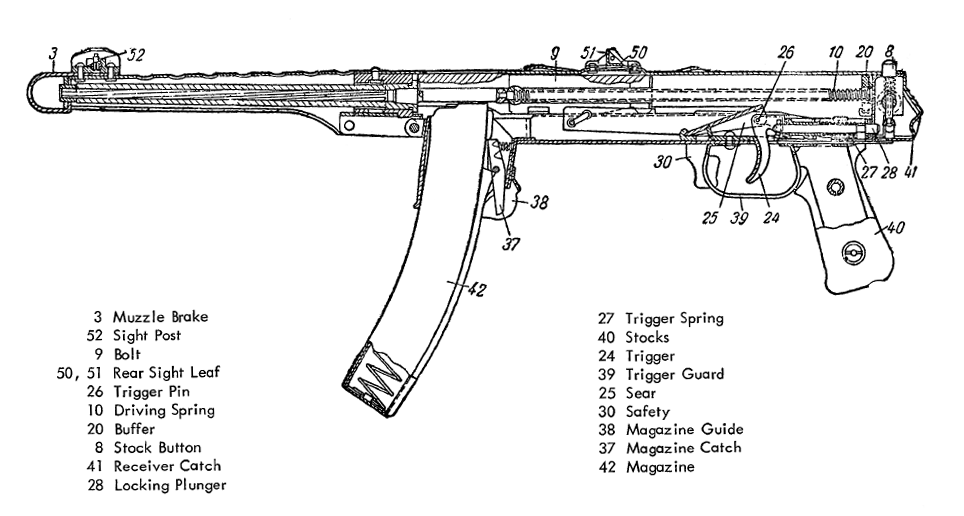
Schnittzeichnung

Grundlage der Entwicklung waren die Bestrebungen, die bereits optimierte Produktion der PPScha-MPi noch weiter zu vereinfachen und zusätzlich die Panzerbesatzungen mit einer platzsparenden Waffe auszustatten. Bereits bei der Vorversion PPS-42 wurden im Gegensatz zur zeit- und materialaufwendigen spanenden Bearbeitung konsequent im Blechprägeverfahren gefertigte Teile verwendet. Dadurch sank der Stahleinsatz im Vergleich zur PPScha-41 um über 50 % und die Fertigungszeit um über 60 %.
Die PPS-43 ist eine extrem einfach und sehr robust aufgebaute zuschießende Waffe und mit 3,04 kg über 500 Gramm leichter als das Vorgängermodell PPSch-41. Im Interesse der Zuverlässigkeit wurde sie mit einem Kurvenmagazin versehen, da das Trommelmagazin der PPScha-41 zum Klemmen neigte. Michail Kalaschnikow bezeichnete diese Waffe im Hinblick auf die Zuverlässigkeit, das geringe Gewicht, die geringen Abmaße und die Einfachheit der Konstruktion und Bedienung als die beste Maschinenpistole des Zweiten Weltkriegs.
Die PPS-43 wurde ausschließlich mit einer nach oben klappbaren Schulterstütze gefertigt.

## Lizenzproduktion
Ab 1946 wurde die PPS-43 in Polen bei H. Cegielski in Poznań, der Waffenfabrik Fabryka Broni Łucznik und dem Kombinat Textilmaschinen „Wifama“ in  Łodz zunächst in Lizenz hergestellt. Im Jahr 1952 kam das Modell 52 (wz. 1943/52) heraus, das anstelle der Metallschulterstütze mit einem Holzkolben ausgestattet war. Dazu wurde das Endstück des Verschlussgehäuses zur Aufnahme des Kolbens modifiziert. Ab 1955 wurde die Version 5,6 mm pm wz. 1943 im Kaliber .22 lfB als Trainingswaffe hergestellt.
In der Volksrepublik China wurde die Waffe als Typ 54 hergestellt.

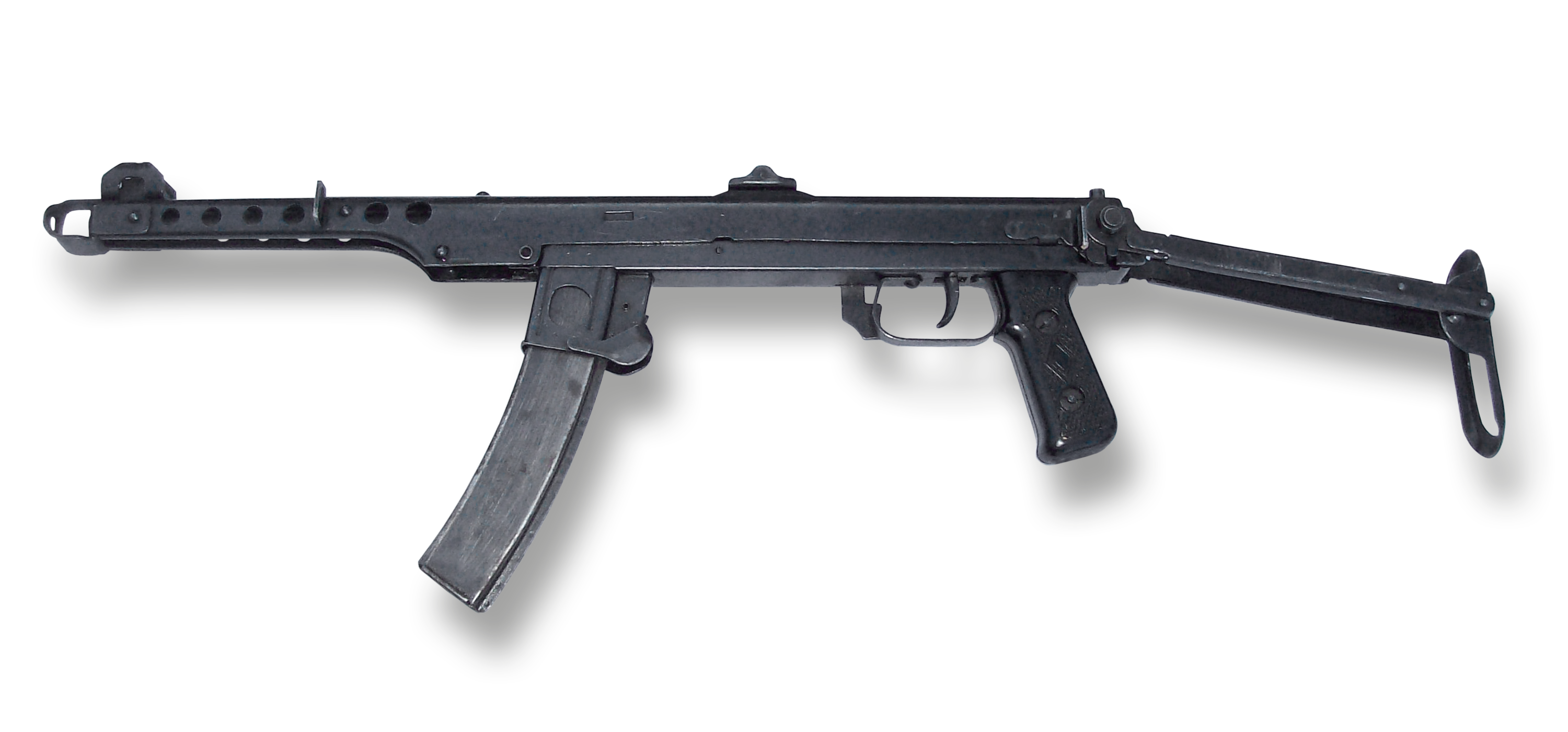
Mit ausgeklappter Schulterstütze
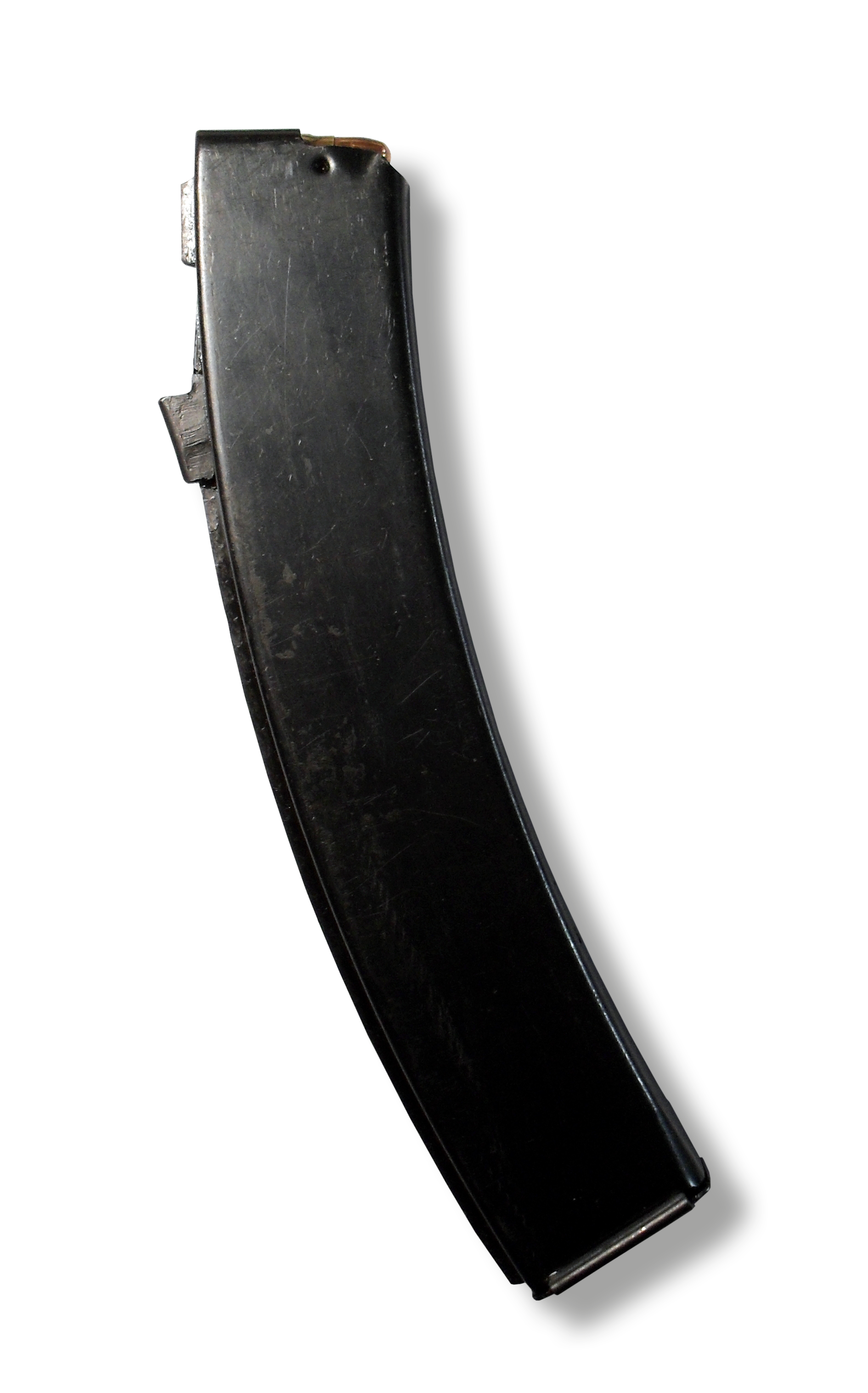
Magazin, Seitenansicht
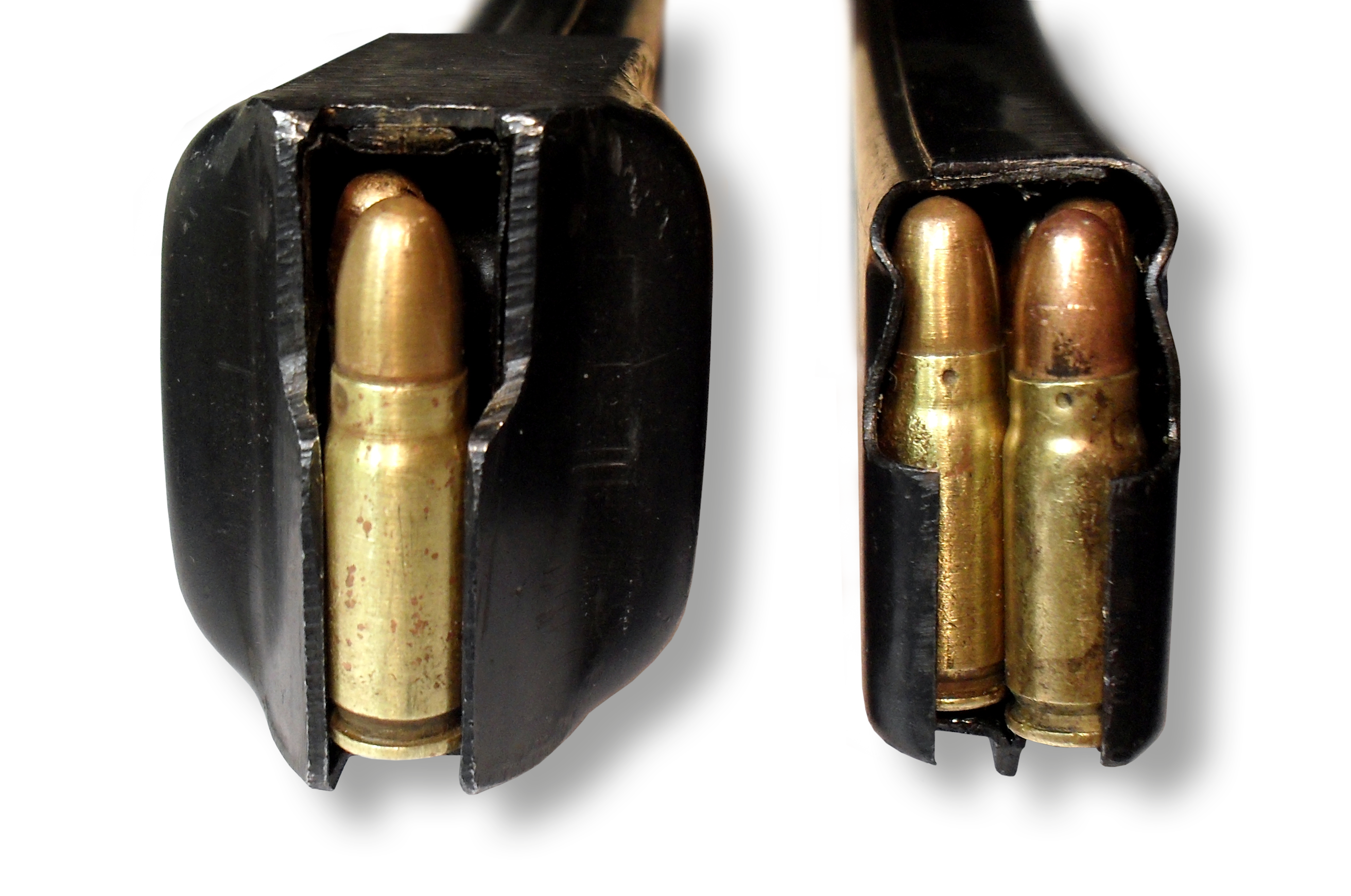
Magazin, Draufsicht, links ein Magazin der PPScha-41 zum Vergleich
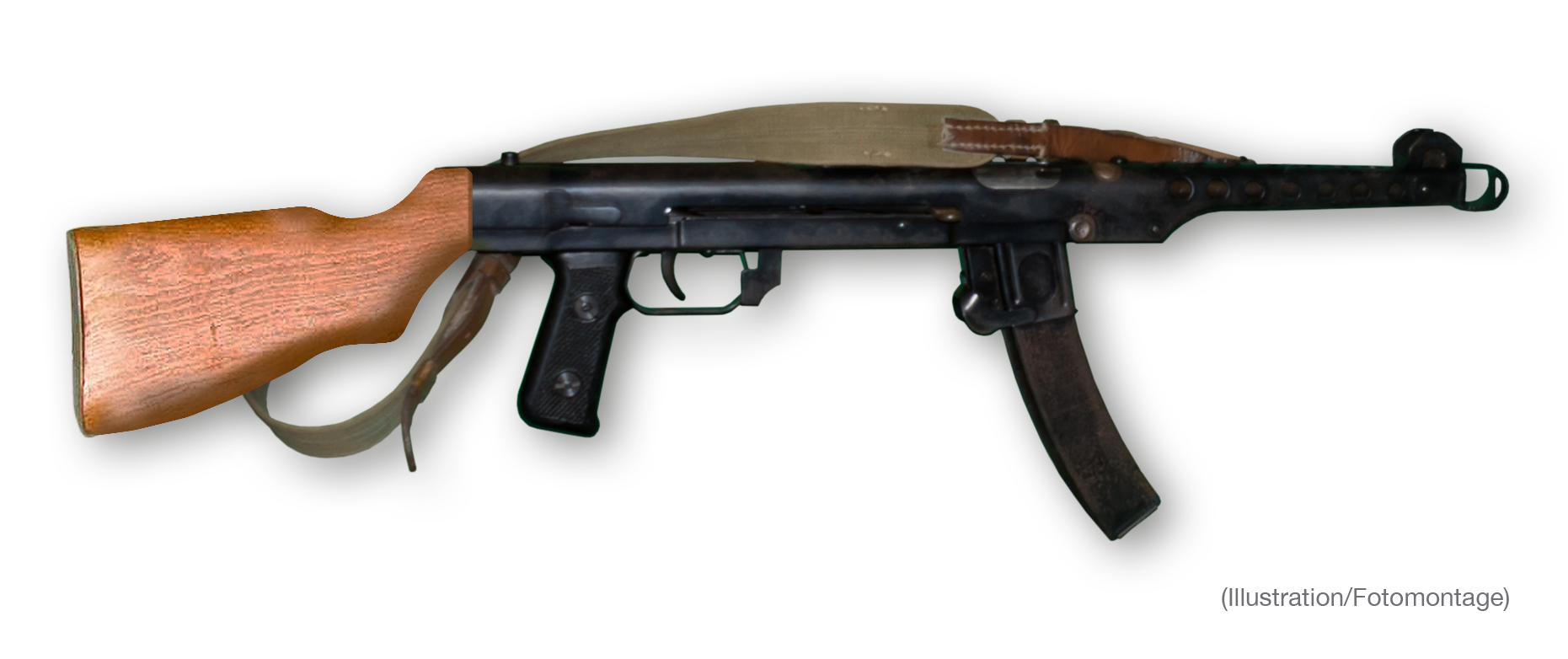
Polnische PPS-43 wz. 52 mit Holzkolben

## Einsatzstaaten
Erbeutete PPS-43 wurden während des Krieges von Finnland und Deutschland (Maschinenpistole 719(r)) eingesetzt. Die polnische Volksarmee verwendete die PPS-43 bis in die 1980er-Jahre. Die vietnamesische Armee verwendete sie während des Vietnamkrieges.
- Albanien[4]
- Algerien[4]
- Äquatorialguinea[4]
- Bulgarien[4]
- Volksrepublik China[5]
- : Nutzung von erbeuteten sowjetischen Exemplaren als MP 719 (r)
- Finnland: Beuteexemplare und M/44 in 9×19 Para[5][6]
- Finnische KP m/44 Guinea[4]

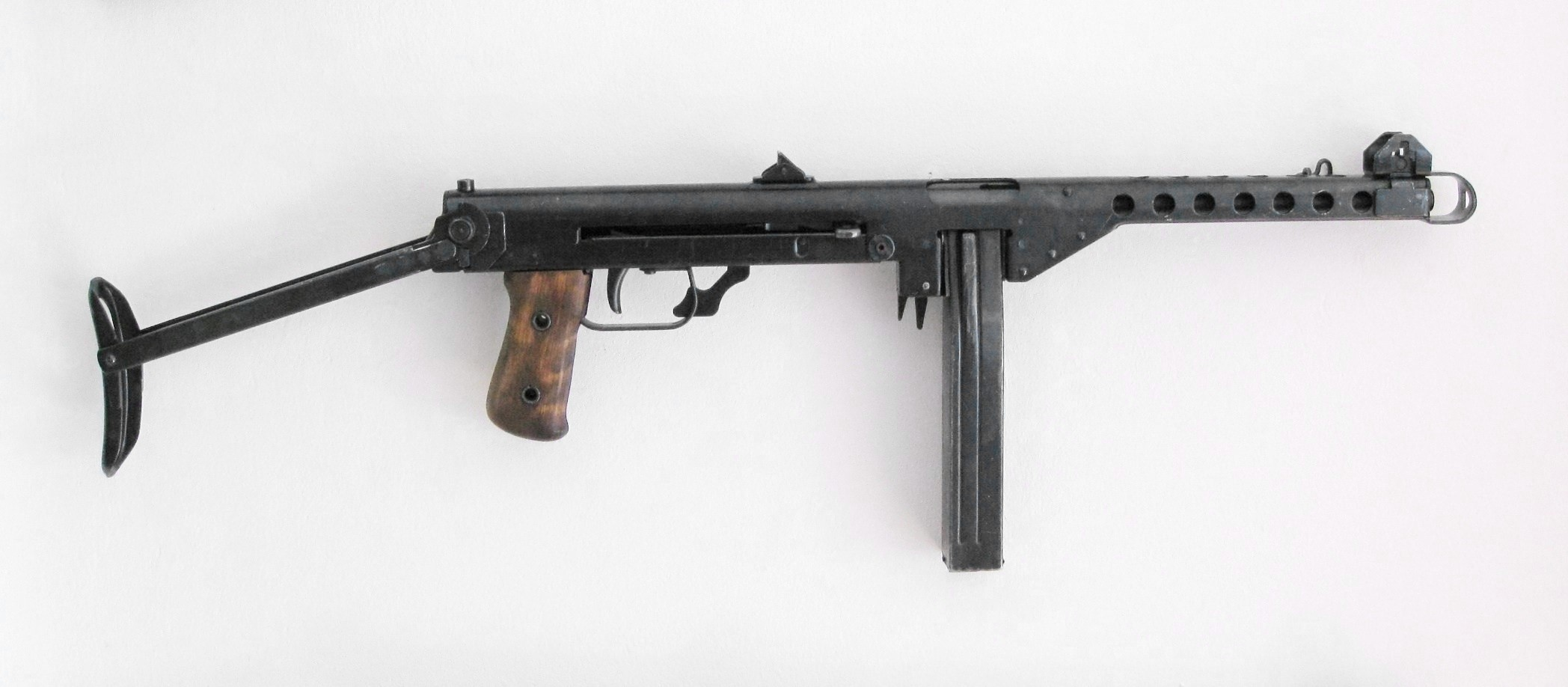
Finnische KP m/44

- Guinea-Bissau: Durch die PAIGC im Unabhängigkeitskrieg
- Indonesien[4]
- Irak[4]
- Jemen[4]
- Kambodscha: Khmer Rouge im Vietnamkrieg.[4]
- Nordkorea: Sowohl sowjetische PPS-43 als auch chinesische Typ 54[7]
- Libanon[4]
- Monaco[4]
- Polen[5]
- São Tomé und Príncipe[8]
- Sierra Leone[4]
- Sowjetunion
- SWAPO: polnische PPS wz. 1943/1952
- Ukraine: Truppen des Innenministeriums
- Vietnam: Sowjetische PPS-43 und chinesische Typ 54[5]